# Hveragerðisbær
Hveragerðisbær – gmina w południowo-zachodniej Islandii, w regionie Suðurland. Najmniejsza pod względem powierzchni gmina w regionie – swoim zasięgiem obejmuje jedynie miasto Hveragerði. Przebiega przez nią droga nr 1, łącząca na tym odcinku Reykjavík z Selfoss. Zaczyna się tutaj droga nr 38 w kierunku położonej na wybrzeżu miejscowości Þorlákshöfn. Na początku 2018 roku gminę zamieszkiwało 2566 osób, z czego 2564 osoby w Hveragerði.

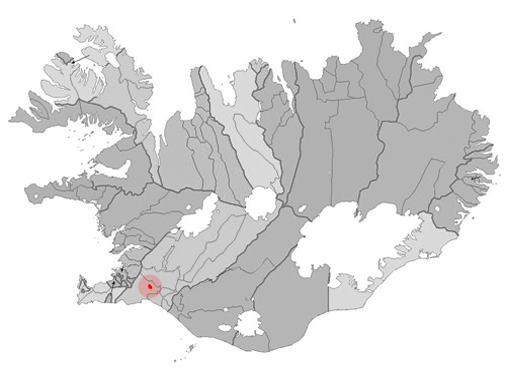
Położenie gminy Hveragerðisbær na mapie administracyjnej kraju